# Heterolocha disistaria
Heterolocha disistaria là một loài bướm đêm trong họ Geometridae.